# Matka na stráži
Matka na stráži (v anglickém originále Peeping Mom) je 18. díl 26. řady (celkem 570.) amerického animovaného seriálu Simpsonovi. Scénář napsal John Frink a díl režíroval Mark Kirkland. V USA měl premiéru dne 19. dubna 2015 na stanici Fox Broadcasting Company a v Česku byl poprvé vysílán 28. září 2015 na stanici Prima Cool.

## Děj
Když se Marge vrací s Maggie domů z procházky, zjistí, že část Springfieldu je nyní zcela zničená kvůli incidentu, do kterého se zapojil buldozer a demoliční koule. Šéf Wiggum oznámí, že viníkem by mohl být Bart, ale ten řekne, že se na incidentu vůbec nepodílel. To přiměje Marge, aby ho všude sledovala, dokud se nepřizná. Zdá se však, že Bart neví, o čem Marge mluví, a je frustrovaný, že ho Marge stále sleduje a přehnaně chrání. Marge toho má nakonec dost a od svého plánu upustí. 
Milhouse se později setká s Bartem a ukáže se, že Bart byl skutečně viníkem a plánuje vytvořit nový incident se stejným buldozerem, a to během slavnostního ceremoniálu k 50. výročí nápisu „SPRINGFIELD“. Jeho plánem je povalit všechna písmena kromě „FIE“, aby vyvolal pobouření mezi obyvateli. Když však během obřadu najde v batohu smažené kuře, které mu uvařila Marge, jeho svědomí nakonec zvítězí. Rychle přemýšlí, a tak žertík změní tak, že nepovalená zůstanou písmena „F“ a „D“ jako pocta springfieldským hasičům, čímž si značně uleví, a nakonec Marge přizná svou vinu. Wiggum ho zatkne, ale dovolí mu Marge obejmout. 
Mezitím se Homer dozví, že Ned Flanders dostal novou fenku jménem Baz. Ačkoli Homer není jejím majitelem, nakonec se s tímto psem sblíží a Spasitele ignoruje. To Neda zarmoutí a rozhodne se psa darovat sousedovi, což se jemu i jeho synům nelíbí. Homer však Nedovi poradí, aby si ji nechal, protože bude lepším majitelem než Homer, který je v Bazových očích jen dalším psem, s nímž si může hrát. 
Na konci této epizody se Spasitel a Baz chystají k boji ve stylu Dálného západu, ale nakonec si společně v klidu zdřímnou.

## Přijetí
Epizoda získala rating 1,4 a sledovalo ji celkem 3,23 milionu diváků.
Dennis Perkins z The A.V. Clubu udělil dílu známku B− a uvedl: „Matka na stráži bohužel ukazuje, co se stane, když se seriál bez dostatečného důvodu ponoří zpět do studny… Matka na stráži prostě nejde dost hluboko na to, aby byla něčím jiným než příkladem roztěkaných Simpsonů poslední doby.“.